# Katastrofobligationer

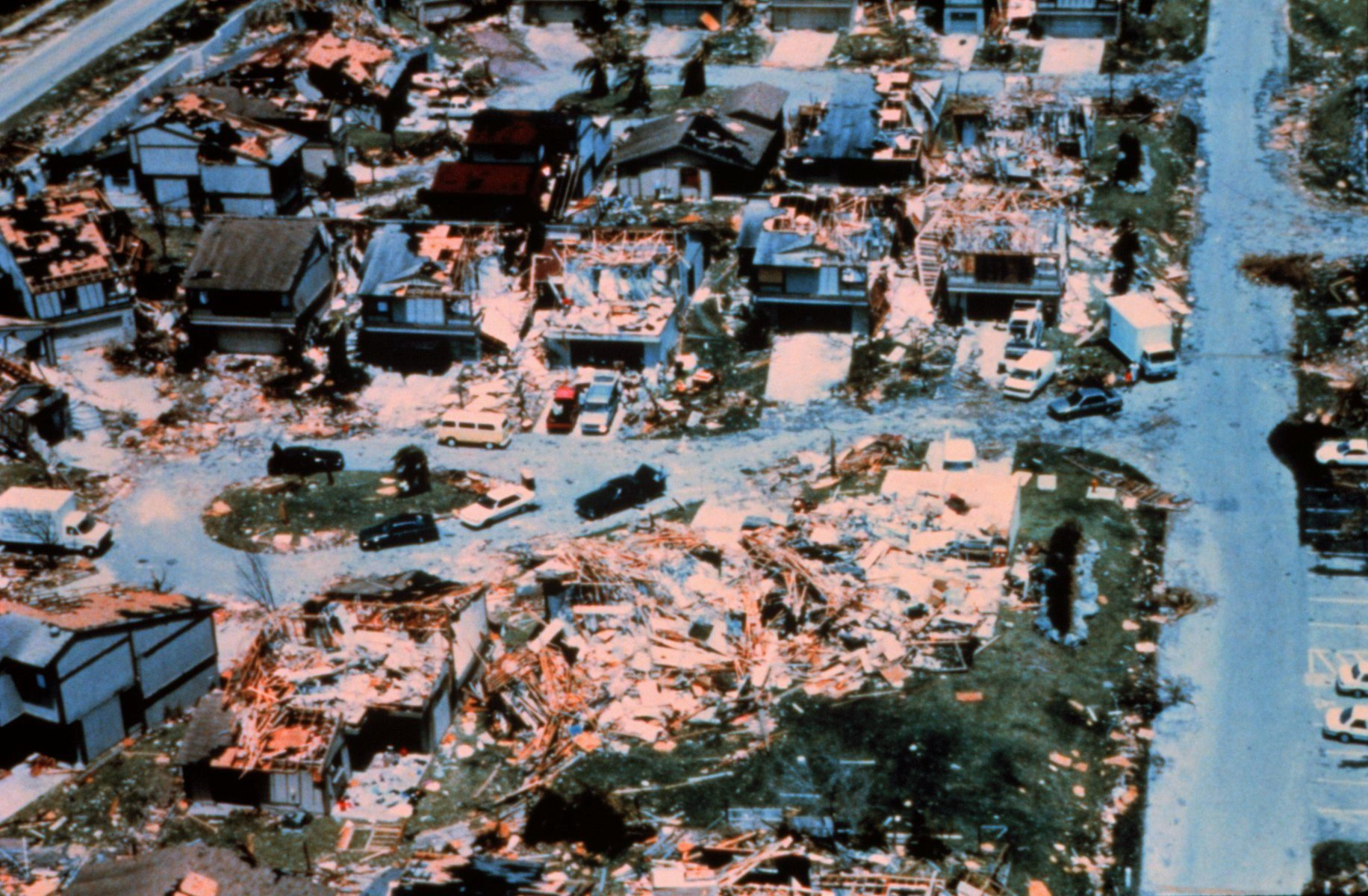
Efterdyningarna av orkanen Andrew i Lakes by the Bay, Florida.

Katastrofobligationer (på engelska catastrophe bond, ofta förkortat cat bond) är en form av värdepapper med försäkringskaraktär. Katastrofobligationen ger innehavaren en rätt till en avtalad avkastning men medför en skyldighet att betala ett i förväg överenskommet belopp om en viss definierad naturkatastrof inträffar.
Katastrofobligationer användes bland annat i efterdyningarna av orkanen Andrew. Ekonomerna Richard Sandor, Kenneth Froot och en grupp andra professorer vid Wharton-skolan presenterade idén med katastrofobligationer som ett sätt att sprida riskerna kopplade till återförsäkring av naturkatastrofer. De första experimentella transaktionerna med katastrofobligationer slutfördes i mitten av 1990-talet av försäkringsbolagen AIG, Hannover Re, St. Paul Re och USAA. 

## Investerare
En investerare kan välja att investera i katastrofobligationer eftersom värdepapperets avkastning normalt har låg korrelation med avkastningen på andra investeringar i räntor eller i aktier. Katastrofobligationer hjälper därmed investerare att diversifiera sin risk. Investerare köper också dessa värdepapper eftersom de ofta ger en högre avkastning än jämförbara bedömda företagsinstrument, så länge de inte utlöses.